# Sarah Koskoff
Sarah Koskoff (* im 20. Jahrhundert) ist eine US-amerikanische Schauspielerin, Filmproduzentin und Drehbuchautorin.

## Leben und Karriere
Sarah Koskoff studierte Literatur und Anthropologie am Sarah Lawrence College. Nach ihrem Abschluss begann sie Anfang der 1990er Jahre ihre Schauspielkarriere. Ihr Fernsehdebüt hatte sie 1991 in einer Gastrolle in der Serie MacGyver. 1992 spielte sie die Rolle der Nina Melrod in der Sitcom Great Scott! an der Seite von Tobey Maguire. Die Serie war jedoch ein Misserfolg und die Produktion wurde nach 13 Episoden eingestellt. Im darauf folgenden Jahr war sie als Theresa Nemman in der Pilotfolge der Mysteryserie Akte X – Die unheimlichen Fälle des FBI zu sehen, 2000 und 2001 trat sie in gleicher Rolle in zwei Episoden der Serie auf. In SeaQuest DSV wirkte sie als Julianna in zwei Folgen mit.
1996 hatte Koskoff ihr Spielfilmdebüt in Tom Hanks’ That Thing You Do!. Eine größere Filmrolle hatte sie 2002 in Love Liza an der Seite von  Philip Seymour Hoffman und Kathy Bates. 2004 war sie in Anatomie einer Entführung letztmals vor der Kamera zu sehen. 
Koskoff ist mit dem Schauspielkollegen und Regisseur Todd Louiso verheiratet und hat zwei Kinder. Gemeinsam mit ihrem Mann entstand 2012 die Komödie Hello I Must Be Going; wobei sie für das Drehbuch und er für die Regie verantwortlich zeichnete.

## Filmografie (Auswahl)

### Film
- 1996: That Thing You Do!
- 2002: Love Liza
- 2004: Anatomie einer Entführung (The Clearing)

### Fernsehen
- 1991: MacGyver
- 1992: Great Scott!
- 1993–2001: Akte X – Die unheimlichen Fälle des FBI (The X-Files)
- 1993–1994: SeaQuest DSV
- 1995: Mord ist ihr Hobby (Murder, She Wrote)
- 1996: Chicago Hope – Endstation Hoffnung (Chicago Hope)
- 1997: Millennium – Fürchte deinen Nächsten wie Dich selbst (Millennium)

## Auszeichnungen
- 1993: Youth-In-Film-Award-Nominierung für Great Scott!